# James Vaughan
James Oliver Vaughan född den 14 juli 1988 i Birmingham, är en engelsk före detta fotbollsspelare som spelade som anfallare.

## Karriär

### Everton
Den 10 april 2005 gjorde Vaughan mål för Everton i en match mot Crystal Palace och blev då med sina 16 år och 271 dagar den yngsta målskytten någonsin i Premier League.

### Norwich City
Den 27 maj 2011 lämnade Vaughan Everton efter 7 år i klubben och skrev på ett treårskontrakt med det nyuppflyttade Premier League-laget Norwich City.

### Sunderland
Den 13 juli 2017 värvades Vaughan av Sunderland, där han skrev på ett tvåårskontrakt.

### Wigan Athletic
Den 12 januari 2018 värvades Vaughan av Wigan Athletic, där han skrev på ett 1,5-årskontrakt. Den 31 januari 2019 lånades Vaughan ut till Portsmouth på ett låneavtal över resten av säsongen 2018/2019.

### Bradford City
Den 25 juni 2019 värvades Vaughan av Bradford City, där han skrev på ett treårskontrakt.

### Tranmere Rovers
Den 29 januari 2020 lånades Vaughan ut till Tranmere Rovers på ett låneavtal över resten av säsongen 2019/2020. I augusti 2020 blev det en permanent övergång till Tranmere Rovers för Vaughan som kom överens med klubben om ett tvåårskontrakt.